# Écozone paléarctique : plantes à graines par nom scientifique (K)

## Ka

### Kal
- Kalanchoeae - fam. Crassulacées (plante grasse)
  - Kalanchoeae blossfeldiana - Kalanchoé

- Kalmia- Éricacées (plante de tourbière)
  - Kalmia angustifolia - Kalmia
  - Kalmia podifolia - Kalmia

## Ke

### Ken
- Kentia (palmier)	
  - Kentia howeia

### Ker
- Kerria- (arbuste)
  - Kerria japonica - Corète du Japon

### Ket
- Keteleeria
  - Keteleeria chien-peii flous

## Ki

### Kic
- Kickxia - Scrophulariacées
  - Kickxia elatine - Linaire élatine

## Kn

### Kna
- Knautia -Dipsacacées
  - Knautia arvensis
  - Knautia dipsacifolia

## Ko

### Koc
- Kochia - Chénopodiacées
  - Kochia scoparia tricophylla
    - Kochia scoparia tricopylla Childsii

### Koe
- Koeleria
  - Koeleria cristata - Koeleria accrêté

- Koelreuteria
  - Koelreuteria formosana
  - Koelreuteria paniculata

- Koenigia - Polygonacées
  - Koenigia islandica

### Kol
- Kolkwitzia - (arbuste)
  - Kolkwitzia amabilis

### Kos
- Kosteletzkya
  - Kosteletzkya pentacarpos - Kosteletzkya à cinq fruits